# 대신증권
대신증권 (大信證券(株), Daishin Securities Co., Ltd.)은 대한민국의 증권사이다. 양재봉 전 대신금융그룹 회장이 1975년 중보증권을 인수해서 설립하였다.

## 주요 사업
- 자기매매업무
- 위탁매매업무
- 인수주선업무
- 선물업
- 장외파생상품 겸영
- 신탁업
- 투자자문업
- 투자일임업

## 연혁
- 1962년 삼락증권으로 설립
- 1968년 삼락증권에서 중보증권으로 사명 변경
- 1975년 중보증권에서 대신증권으로 사명 변경
- 1975년 한국증권거래소 상장
- 1984년 대신경제연구소 설립
- 1985년 여의도 사옥 준공(현재 신영증권 사옥)
- 1987년 대신정보통신 설립
- 1988년 대신투자자문 설립
- 1989년 대신생명보험(현 푸본현대생명보험) 설립
- 1990년 대신송촌문화재단 설립
- 1996년 대신투자자문에서 대신투자신탁운용으로 상호 변경
- 2003년 대신생명보험을 녹십자(현 GC녹십자)에 매각(이후 2012년에는 현대자동차그룹에 매각되었다가 2018년에는 대만 푸본그룹에 다시 매각)
- 2010년 대신투자신탁운용에서 대신자산운용으로 상호 변경
- 2011년 대신저축은행(구 도민, 부산2, 중앙부산) 출범
- 2012년 한국창의투자자문 인수
- 2013년 대신자산운용이 한국창의투자자문을 흡수합병함
- 2014년 대신프라이빗에쿼티(PE) 설립
- 2014년 대신F&I(구 우리F&I) 및 대신AMC(구 우리AMC) 출범
- 2017년 대신파이낸스센터(서울시 중구 삼일대로 343) 본사 이전
- 2017년 싱가포르 현지법인 설립
- 2018년 뉴욕 현지법인 설립
- 2019년 대신자산신탁 출범